# Liste des médaillés aux Jeux olympiques d'hiver de 2018
Cet article liste les sportifs et sportives ayant remporté une médaille aux Jeux olympiques d'hiver de 2018 à Pyeongchang en Corée du Sud.

## Biathlon
| Épreuves                            | Or                                                                             | Argent                                                                          | Bronze                                                                  |
| ----------------------------------- | ------------------------------------------------------------------------------ | ------------------------------------------------------------------------------- | ----------------------------------------------------------------------- |
| Hommes                              |                                                                                |                                                                                 |                                                                         |
| Individuel 20 km                    | Johannes Thingnes Bø (NOR)                                                     | Jakov Fak (SLO)                                                                 | Dominik Landertinger (AUT)                                              |
| Sprint 10 km                        | Arnd Peiffer (GER)                                                             | Michal Krčmář (CZE)                                                             | Dominik Windisch (ITA)                                                  |
| Poursuite 12,5 km                   | Martin Fourcade (FRA)                                                          | Sebastian Samuelsson (SWE)                                                      | Benedikt Doll (GER)                                                     |
| Départ groupé 15 km                 | Martin Fourcade (FRA)                                                          | Simon Schempp (GER)                                                             | Emil Hegle Svendsen (NOR)                                               |
| Relais 4 × 7,5 km                   | Suède Peppe Femling Jesper Nelin Sebastian Samuelsson Fredrik Lindström        | Norvège Lars Helge Birkeland Tarjei Bø Johannes Thingnes Bø Emil Hegle Svendsen | Allemagne Erik Lesser Benedikt Doll Arnd Peiffer Simon Schempp          |
| Femmes                              |                                                                                |                                                                                 |                                                                         |
| Individuel 15 km                    | Hanna Öberg (SWE)                                                              | Anastasia Kuzmina (SVK)                                                         | Laura Dahlmeier (GER)                                                   |
| Sprint 7,5 km                       | Laura Dahlmeier (GER)                                                          | Marte Olsbu (NOR)                                                               | Veronika Vítková (CZE)                                                  |
| Poursuite 10 km                     | Laura Dahlmeier (GER)                                                          | Anastasia Kuzmina (SVK)                                                         | Anaïs Bescond (FRA)                                                     |
| Départ groupé 12,5 km               | Anastasia Kuzmina (SVK)                                                        | Darya Domracheva (BLR)                                                          | Tiril Eckhoff (NOR)                                                     |
| Relais 4 × 6 km                     | Biélorussie Nadzeya Skardzina Iryna Kryuko Dzinara Alimbekava Darya Domracheva | Suède Linn Persson Mona Brorsson Anna Magnusson Hanna Öberg                     | France Anaïs Chevalier Marie Dorin-Habert Justine Braisaz Anaïs Bescond |
| Mixte                               |                                                                                |                                                                                 |                                                                         |
| Relais mixte 2 × 6 km et 2 × 7,5 km | France Marie Dorin-Habert Anaïs Bescond Simon Desthieux Martin Fourcade        | Norvège Marte Olsbu Tiril Eckhoff Johannes Thingnes Bø Emil Hegle Svendsen      | Italie Lisa Vittozzi Dorothea Wierer Lukas Hofer Dominik Windisch       |

## Bobsleigh
| Épreuves     | Or                                                                         | Argent                                                             | Bronze                                   |
| ------------ | -------------------------------------------------------------------------- | ------------------------------------------------------------------ | ---------------------------------------- |
| Hommes       |                                                                            |                                                                    |                                          |
| Bob à deux   | Allemagne Francesco Friedrich Thorsten Margis                              | -                                                                  | Lettonie Oskars Melbārdis Jānis Strenga  |
| Bob à deux   | Canada Alexander Kopacz Justin Kripps                                      | -                                                                  | Lettonie Oskars Melbārdis Jānis Strenga  |
| Bob à quatre | Allemagne Candy Bauer Francesco Friedrich Martin Grothkopp Thorsten Margis | Allemagne Eric Franke Kevin Kuske Alexander Rödiger Nico Walther   | -                                        |
| Bob à quatre | Allemagne Candy Bauer Francesco Friedrich Martin Grothkopp Thorsten Margis | Corée du Sud Jun Jung-lin Kim Dong-hyun Seo Young-woo Won Yun-jong | -                                        |
| Femmes       |                                                                            |                                                                    |                                          |
| Bob à deux   | Allemagne Lisa Buckwitz Mariama Jamanka                                    | États-Unis Lauren Gibbs Elana Meyers                               | Canada Phylicia George Kaillie Humphries |

## Combiné nordique
| Épreuves       | Or                                                                   | Argent                                                              | Bronze                                                            |
| -------------- | -------------------------------------------------------------------- | ------------------------------------------------------------------- | ----------------------------------------------------------------- |
| Hommes         |                                                                      |                                                                     |                                                                   |
| Petit tremplin | Eric Frenzel (GER)                                                   | Akito Watabe (JPN)                                                  | Lukas Klapfer (AUT)                                               |
| Grand tremplin | Johannes Rydzek (GER)                                                | Fabian Riessle (GER)                                                | Eric Frenzel (GER)                                                |
| Par équipes    | Allemagne Eric Frenzel Vinzenz Geiger Fabian Riessle Johannes Rydzek | Norvège Espen Andersen Jørgen Graabak Jarl Magnus Riiber Jan Schmid | Autriche Wilhelm Denifl Bernhard Gruber Lukas Klapfer Mario Seidl |

## Curling
| Épreuves                | Or                                                                                      | Argent                                                                               | Bronze                                                                                 |
| ----------------------- | --------------------------------------------------------------------------------------- | ------------------------------------------------------------------------------------ | -------------------------------------------------------------------------------------- |
| Tournoi masculin        | États-Unis (USA) Tyler George Matt Hamilton John Landsteiner Joe Polo John Shuster      | Suède (SWE) Niklas Edin Oskar Eriksson Henrik Leek Christoffer Sundgren Rasmus Wranå | Suisse (SUI) Peter de Cruz Dominik Märki Claudio Pätz Benoît Schwarz Valentin Tanner   |
| Tournoi féminin         | Suède (SWE) Anna Hasselborg Agnes Knochenhauer Sofia Mabergs Sara McManus Jennie Wåhlin | Corée du Sud (KOR) Kim Cho-hi Kim Eun-jung Kim Kyeong-ae Kim Seon-yeong Kim Yeong-mi | Japon (JPN) Satsuki Fujisawa Mari Motohashi Yumi Suzuki Chinami Yoshida Yurika Yoshida |
| Tournoi de double mixte | Canada (CAN) Kaitlyn Lawes John Morris                                                  | Suisse (SUI) Jenny Perret Martin Rios                                                | Norvège (NOR) Kristin Skaslien Magnus Nedregotten                                      |

## Hockey sur glace
| Épreuves         | Or | Argent | Bronze |
| ---------------- | --- | --- | --- |
| Tournoi masculin | Athlètes olympiques de Russie (OAR) Sergueï Andronov Aleksandr Barabanov Igor Chestiorkine Vadim Chipatchiov Sergueï Chirokov Pavel Datsiouk Vladislav Gavrikov Nikita Goussev Mikhaïl Grigorenko Iegor Iakovlev Ilia Kabloukov Sergueï Kalinine Kirill Kaprizov Bogdan Kisselevitch Vassili Kochetchkine Ilia Kovaltchouk Alekseï Martchenko Sergueï Moziakine Nikita Nesterov Nikolaï Prokhorkine Ilia Sorokine Ivan Teleguine Viatcheslav Voïnov Artiom Zoub Andreï Zoubarev | Allemagne (GER) Sinan Akdağ Danny aus den Birken Daryl Boyle Yasin Ehliz Christian Ehrhoff Dennis Endras Gerrit Fauser Marcel Goc Patrick Hager Frank Hördler Dominik Kahun Marcus Kink Björn Krupp Brooks Macek Frank Mauer Jonas Müller Moritz Müller Marcel Noebels Timo Pielmeier Leonhard Pföderl Matthias Plachta Patrick Reimer Felix Schütz Yannic Seidenberg David Wolf       | Canada (CAN) René Bourque Gilbert Brulé Andrew Ebbett Stefan Elliott Chay Genoway Cody Goloubef Marc-André Gragnani Quinton Howden Chris Kelly Rob Klinkhammer Brandon Kozun Maxim Lapierre Chris Lee Maxim Noreau Eric O'Dell Justin Peters Kevin Poulin Mason Raymond Mat Robinson Derek Roy Ben Scrivens Karl Stollery Christian Thomas Linden Vey Wojtek Wolski |
| Tournoi féminin  | États-Unis (USA) Cayla Barnes Kacey Bellamy Hannah Brandt Dani Cameraniesi Kendall Coyne Brianna Decker Meghan Duggan Kali Flanagan Nicole Hensley Megan Keller Amanda Kessel Hilary Knight Monique Lamoureux Jocelyne Lamoureux Gigi Marvin Sidney Morin Kelly Pannek Amanda Pelkey Emily Pfalzer Alex Rigsby Maddie Rooney Haley Skarupa Lee Stecklein | Canada (CAN) Meghan Agosta Bailey Bram Emily Clark Mélodie Daoust Ann-Renée Desbiens Renata Fast Laura Fortino Haley Irwin Brianne Jenner Rebecca Johnston Geneviève Lacasse Brigette Lacquette Jocelyne Larocque Meaghan Mikkelson Sarah Nurse Marie-Philip Poulin Lauriane Rougeau Jillian Saulnier Natalie Spooner Laura Stacey Shannon Szabados Blayre Turnbull Jennifer Wakefield | Finlande (FIN) Sanni Hakala Jenni Hiirikoski Venla Hovi Mira Jalosuo Michelle Karvinen Rosa Lindstedt Petra Nieminen Tanja Niskanen Emma Nuutinen Isa Rahunen Meeri Räisänen Annina Rajahuhta Noora Räty Saila Saari Sara Säkkinen Ronja Savolainen Eveliina Suonpää Susanna Tapani Noora Tulus Minnamari Tuominen Riikka Välilä Linda Välimäki Ella Viitasuo       |

## Luge
| Épreuves | Or                                                                      | Argent                                                     | Bronze                                                             |
| -------- | ----------------------------------------------------------------------- | ---------------------------------------------------------- | ------------------------------------------------------------------ |
| Hommes   |                                                                         |                                                            |                                                                    |
| Simple   | David Gleirscher (AUT)                                                  | Chris Mazdzer (USA)                                        | Johannes Ludwig (GER)                                              |
| Double   | Allemagne Tobias Arlt Tobias Wendl                                      | Autriche Georg Fischler Peter Penz                         | Allemagne Sascha Benecken Toni Eggert                              |
| Femmes   |                                                                         |                                                            |                                                                    |
| Simple   | Natalie Geisenberger (GER)                                              | Dajana Eitberger (GER)                                     | Alex Gough (CAN)                                                   |
| Mixte    |                                                                         |                                                            |                                                                    |
| Relais   | Allemagne Natalie Geisenberger Tobias Arlt Johannes Ludwig Tobias Wendl | Canada Alex Gough Samuel Edney Justin Snith Tristan Walker | Autriche Madeleine Egle Georg Fischler David Gleirscher Peter Penz |

## Patinage artistique
| Épreuves    | Or | Argent | Bronze |
| ----------- | --- | --- | --- |
| Hommes      | | | |
| Individuel  | Yuzuru Hanyū (JPN)                                                                                       | Shōma Uno (JPN) | Javier Fernández (ESP) |
| Femmes      | | | |
| Individuel  | Alina Zagitova (OAR)                                                                                     | Ievguenia Medvedeva (OAR) | Kaetlyn Osmond (CAN) |
| Mixte       | | | |
| Couples     | Allemagne Aljona Savchenko Bruno Massot                                                                  | Chine Sui Wenjing Han Cong | Canada Meagan Duhamel Eric Radford                                                                                               |
| Danse       | Canada Tessa Virtue Scott Moir                                                                           | France Gabriella Papadakis Guillaume Cizeron | États-Unis Maia Shibutani Alex Shibutani                                                                                         |
| Par équipes | Canada Patrick Chan Gabrielle Daleman Meagan Duhamel Scott Moir Kaetlyn Osmond Eric Radford Tessa Virtue | Athlètes olympiques de Russie Ekaterina Bobrova Aleksandr Enbert Mikhail Kolyada Ievguenia Medvedeva Vladimir Morozov Dmitri Soloviev Evgenia Tarasova Natalia Zabiiako Alina Zagitova | États-Unis Nathan Chen Chris Knierim Mirai Nagasu Adam Rippon Alexa Scimeca Knierim Alex Shibutani Maia Shibutani Bradie Tennell |

## Patinage de vitesse
| Épreuves    | Or                                                                               | Argent                                                                | Bronze                                                                    |
| ----------- | -------------------------------------------------------------------------------- | --------------------------------------------------------------------- | ------------------------------------------------------------------------- |
| Hommes      |                                                                                  |                                                                       |                                                                           |
| 500 m       | Håvard Holmefjord Lorentzen (NOR)                                                | Cha Min-kyu (KOR)                                                     | Gao Tingyu (CHN)                                                          |
| 1 000 m     | Kjeld Nuis (NED)                                                                 | Håvard Lorentzen (NOR)                                                | Kim Tae-yun (KOR)                                                         |
| 1 500 m     | Kjeld Nuis (NED)                                                                 | Patrick Roest (NED)                                                   | Kim Min-seok (KOR)                                                        |
| 5 000 m     | Sven Kramer (NED)                                                                | Ted-Jan Bloemen (CAN)                                                 | Sverre Lunde Pedersen (NOR)                                               |
| 10 000 m    | Ted-Jan Bloemen (CAN)                                                            | Jorrit Bergsma (NED)                                                  | Nicola Tumolero (ITA)                                                     |
| Mass start  | Lee Seung-hoon (KOR)                                                             | Bart Swings (BEL)                                                     | Koen Verweij (NED)                                                        |
| Par équipes | Norvège Håvard Bøkko Sindre Henriksen Sverre Lunde Pedersen Simen Spieler Nilsen | Corée du Sud Chung Jae-won Joo Hyong-jun Kim Min-seok Lee Seung-hoon  | Pays-Bas Jan Blokhuijsen Sven Kramer Patrick Roest Koen Verweij           |
| Femmes      |                                                                                  |                                                                       |                                                                           |
| 500 m       | Nao Kodaira (JPN)                                                                | Lee Sang-hwa (KOR)                                                    | Karolína Erbanová (CZE)                                                   |
| 1 000 m     | Jorien ter Mors (NED)                                                            | Nao Kodaira (JPN)                                                     | Miho Takagi (JPN)                                                         |
| 1 500 m     | Ireen Wüst (NED)                                                                 | Miho Takagi (JPN)                                                     | Marrit Leenstra (NED)                                                     |
| 3 000 m     | Carlijn Achtereekte (NED)                                                        | Ireen Wüst (NED)                                                      | Antoinette de Jong (NED)                                                  |
| 5 000 m     | Esmee Visser (NED)                                                               | Martina Sáblíková (CZE)                                               | Natalya Voronina (OAR)                                                    |
| Mass start  | Nana Takagi (JPN)                                                                | Kim Bo-reum (KOR)                                                     | Irene Schouten (NED)                                                      |
| Par équipes | Japon Ayaka Kikuchi Ayano Sato Miho Takagi Nana Takagi                           | Pays-Bas Antoinette de Jong Marrit Leenstra Lotte van Beek Ireen Wüst | États-Unis Heather Bergsma Brittany Bowe Mia Manganello Carlijn Schoutens |

## Patinage de vitesse sur piste courte
| Épreuves           | Or                                                                       | Argent                                                                | Bronze                                                                       |
| ------------------ | ------------------------------------------------------------------------ | --------------------------------------------------------------------- | ---------------------------------------------------------------------------- |
| Hommes             |                                                                          |                                                                       |                                                                              |
| 500 m              | Wu Dajing (CHN)                                                          | Hwang Dae-heon (KOR)                                                  | Lim Hyo-jun (KOR)                                                            |
| 1 000 m            | Samuel Girard (CAN)                                                      | John-Henry Krueger (USA)                                              | Seo Yi-ra (KOR)                                                              |
| 1 500 m            | Lim Hyo-jun (KOR)                                                        | Sjinkie Knegt (NED)                                                   | Semen Elistratov (OAR)                                                       |
| Relais 4 × 5 000 m | Hongrie Csaba Burján Viktor Knoch Shaoang Liu Shaolin Sándor Liu         | Chine Chen Dequan Han Tianyu Ren Ziwei Wu Dajing Xu Hongzhi           | Canada Charle Cournoyer Pascal Dion Samuel Girard Charles Hamelin            |
| Femmes             |                                                                          |                                                                       |                                                                              |
| 500 m              | Arianna Fontana (ITA)                                                    | Yara van Kerkhof (NED)                                                | Kim Boutin (CAN)                                                             |
| 1 000 m            | Suzanne Schulting (NED)                                                  | Kim Boutin (CAN)                                                      | Arianna Fontana (ITA)                                                        |
| 1 500 m            | Choi Min-jeong (KOR)                                                     | Li Jinyu (CHN)                                                        | Kim Boutin (CAN)                                                             |
| Relais 4 × 3 000 m | Corée du Sud Choi Min-jeong Kim Alang Kim Ye-jin Lee Yu-bin Shim Suk-hee | Italie Arianna Fontana Cecilia Maffei Lucia Peretti Martina Valcepina | Pays-Bas Suzanne Schulting Jorien ter Mors Yara van Kerkhof Lara van Ruijven |

## Saut à ski
| Épreuves        | Or                                                                                | Argent                                                                | Bronze                                                   |
| --------------- | --------------------------------------------------------------------------------- | --------------------------------------------------------------------- | -------------------------------------------------------- |
| Hommes          |                                                                                   |                                                                       |                                                          |
| Tremplin normal | Andreas Wellinger (GER)                                                           | Johann André Forfang (NOR)                                            | Robert Johansson (NOR)                                   |
| Grand tremplin  | Kamil Stoch (POL)                                                                 | Andreas Wellinger (GER)                                               | Robert Johansson (NOR)                                   |
| Par équipes     | Norvège Johann André Forfang Robert Johansson Andreas Stjernen Daniel-André Tande | Allemagne Richard Freitag Karl Geiger Stephan Leyhe Andreas Wellinger | Pologne Stefan Hula Maciej Kot Dawid Kubacki Kamil Stoch |
| Femmes          |                                                                                   |                                                                       |                                                          |
| Petit tremplin  | Maren Lundby (NOR)                                                                | Katharina Althaus (GER)                                               | Sara Takanashi (JPN)                                     |

## Skeleton
| Épreuves | Or                      | Argent                   | Bronze                |
| -------- | ----------------------- | ------------------------ | --------------------- |
| Hommes   | Yun Sung-bin (KOR)      | Nikita Tregubov (OAR)    | Dominic Parsons (GBR) |
| Femmes   | Elizabeth Yarnold (GBR) | Jacqueline Lölling (GER) | Laura Deas (GBR)      |

## Ski acrobatique
| Épreuves   | Or                        | Argent                        | Bronze                       |
| ---------- | ------------------------- | ----------------------------- | ---------------------------- |
| Hommes     |                           |                               |                              |
| Bosses     | Mikaël Kingsbury (CAN)    | Matt Graham (AUS)             | Daichi Hara (JPN)            |
| Half-pipe  | David Wise (USA)          | Alex Ferreira (USA)           | Nico Porteous (NZL)          |
| Sauts      | Oleksandr Abramenko (UKR) | Jia Zongyang (CHN)            | Ilya Burov (OAR)             |
| Ski cross  | Brady Leman (CAN)         | Marc Bischofberger (SUI)      | Sergueï Ridzik (OAR)         |
| Slopestyle | Øystein Bråten (NOR)      | Nick Goepper (USA)            | Alex Beaulieu-Marchand (CAN) |
| Femmes     |                           |                               |                              |
| Bosses     | Perrine Laffont (FRA)     | Justine Dufour-Lapointe (CAN) | Yuliya Galysheva (KAZ)       |
| Half-pipe  | Cassie Sharpe (CAN)       | Marie Martinod (FRA)          | Brita Sigourney (USA)        |
| Sauts      | Hanna Huskova (BLR)       | Zhang Xin (CHN)               | Kong Fanyu (CHN)             |
| Ski cross  | Kelsey Serwa (CAN)        | Brittany Phelan (CAN)         | Fanny Smith (SUI)            |
| Slopestyle | Sarah Höfflin (SUI)       | Mathilde Gremaud (SUI)        | Isabel Atkin (GBR)           |

## Ski alpin
| Épreuves                     | Or                                                                              | Argent | Bronze |
| ---------------------------- | ------------------------------------------------------------------------------- | --- | --- |
| Hommes                       |                                                                                 | | |
| Combiné                      | Marcel Hirscher (AUT)                                                           | Alexis Pinturault (FRA)                                                                                       | Victor Muffat-Jeandet (FRA) |
| Descente                     | Aksel Lund Svindal (NOR)                                                        | Kjetil Jansrud (NOR)                                                                                          | Beat Feuz (SUI) |
| Super G                      | Matthias Mayer (AUT)                                                            | Beat Feuz (SUI)                                                                                               | Kjetil Jansrud (NOR) |
| Slalom géant                 | Marcel Hirscher (AUT)                                                           | Henrik Kristoffersen (NOR)                                                                                    | Alexis Pinturault (FRA) |
| Slalom                       | André Myhrer (SWE)                                                              | Ramon Zenhäusern (SUI)                                                                                        | Michael Matt (AUT) |
| Femmes                       |                                                                                 | | |
| Combiné                      | Michelle Gisin (SUI)                                                            | Mikaela Shiffrin (USA)                                                                                        | Wendy Holdener (SUI) |
| Descente                     | Sofia Goggia (ITA)                                                              | Ragnhild Mowinckel (NOR)                                                                                      | Lindsey Vonn (USA) |
| Super G                      | Ester Ledecká (CZE)                                                             | Anna Veith (AUT)                                                                                              | Tina Weirather (LIE) |
| Slalom géant                 | Mikaela Shiffrin (USA)                                                          | Ragnhild Mowinckel (NOR)                                                                                      | Federica Brignone (ITA) |
| Slalom                       | Frida Hansdotter (SWE)                                                          | Wendy Holdener (SUI)                                                                                          | Katharina Gallhuber (AUT) |
| Mixte                        |                                                                                 | | |
| Slalom parallèle par équipes | Suisse Wendy Holdener Denise Feierabend Luca Aerni Ramon Zenhäusern Daniel Yule | Autriche Stephanie Brunner Katharina Gallhuber Katharina Liensberger Manuel Feller Michael Matt Marco Schwarz | Norvège Nina Haver-Løseth Kristin Lysdahl Maren Skjøld Sebastian Foss Solevåg Leif Kristian Nestvold-Haugen Jonathan Nordbotten |

## Ski de fond
| Épreuves           | Or                                                                                        | Argent                                                                                          | Bronze                                                                                              |
| ------------------ | ----------------------------------------------------------------------------------------- | ----------------------------------------------------------------------------------------------- | --------------------------------------------------------------------------------------------------- |
| Hommes             |                                                                                           |                                                                                                 | |
| 15 km libre        | Dario Cologna (SUI)                                                                       | Simen Hegstad Krüger (NOR)                                                                      | Denis Spitsov (OAR)                                                                                 |
| Skiathlon 30 km    | Simen Hegstad Krüger (NOR)                                                                | Martin Johnsrud Sundby (NOR)                                                                    | Hans Christer Holund (NOR)                                                                          |
| 50 km libre        | Iivo Niskanen (FIN)                                                                       | Alexander Bolshunov (OAR)                                                                       | Andrey Larkov (OAR)                                                                                 |
| Sprint classique   | Johannes Høsflot Klæbo (NOR)                                                              | Federico Pellegrino (ITA)                                                                       | Alexander Bolshunov (OAR)                                                                           |
| Sprint par équipes | Norvège Johannes Høsflot Klæbo Martin Johnsrud Sundby                                     | Athlètes olympiques de Russie Alexander Bolshunov Denis Spitsov                                 | France Richard Jouve Maurice Manificat                                                              |
| Relais 4 × 10 km   | Norvège Johannes Høsflot Klæbo Simen Hegstad Krüger Martin Johnsrud Sundby Didrik Tønseth | Athlètes olympiques de Russie Alexander Bolshunov Alexey Chervotkin Andrey Larkov Denis Spitsov | France Adrien Backscheider Jean-Marc Gaillard Maurice Manificat Clément Parisse                     |
| Femmes             |                                                                                           |                                                                                                 | |
| 10 km libre        | Ragnhild Haga (NOR)                                                                       | Charlotte Kalla (SWE)                                                                           | Marit Bjørgen (NOR)                                                                                 |
| 10 km libre        | Ragnhild Haga (NOR)                                                                       | Charlotte Kalla (SWE)                                                                           | Krista Pärmäkoski (FIN)                                                                             |
| Skiathlon 15 km    | Charlotte Kalla (SWE)                                                                     | Marit Bjørgen (NOR)                                                                             | Krista Pärmäkoski (FIN)                                                                             |
| 30 km classique    | Marit Bjørgen (NOR)                                                                       | Krista Pärmäkoski (FIN)                                                                         | Stina Nilsson (SWE)                                                                                 |
| Sprint classique   | Stina Nilsson (SWE)                                                                       | Maiken Caspersen Falla (NOR)                                                                    | Yulia Belorukova (OAR)                                                                              |
| Sprint par équipes | États-Unis Jessica Diggins Kikkan Randall                                                 | Suède Charlotte Kalla Stina Nilsson                                                             | Norvège Marit Bjørgen Maiken Caspersen Falla                                                        |
| Relais 4 × 5 km    | Norvège Marit Bjørgen Ingvild Flugstad Østberg Ragnhild Haga Astrid Uhrenholdt Jacobsen   | Suède Ebba Andersson Anna Haag Charlotte Kalla Stina Nilsson                                    | Athlètes olympiques de Russie Yulia Belorukova Anna Nechaevskaya Natalia Nepryaeva Anastasia Sedova |

## Snowboard
| Épreuves               | Or                      | Argent                                | Bronze                           |
| ---------------------- | ----------------------- | ------------------------------------- | -------------------------------- |
| Hommes                 |                         |                                       |                                  |
| Big air                | Sébastien Toutant (CAN) | Kyle Mack (USA)                       | Billy Morgan (GBR)               |
| Cross                  | Pierre Vaultier (FRA)   | Jarryd Hughes (AUS)                   | Regino Hernández (ESP)           |
| Half-pipe              | Shaun White (USA)       | Ayumu Hirano (JPN)                    | Scotty James (AUS)               |
| Slalom géant parallèle | Nevin Galmarini (SUI)   | Lee Sang-ho (KOR)                     | Žan Košir (SLO)                  |
| Slopestyle             | Redmond Gerard (USA)    | Maxence Parrot (CAN)                  | Mark McMorris (CAN)              |
| Femmes                 |                         |                                       |                                  |
| Big air                | Anna Gasser (AUT)       | Jamie Anderson (USA)                  | Zoi Sadowski-Synnott (NZL)       |
| Cross                  | Michela Moioli (ITA)    | Julia Pereira de Sousa-Mabileau (FRA) | Eva Samková (CZE)                |
| Half-pipe              | Chloe Kim (USA)         | Liu Jiayu (CHN)                       | Arielle Gold (USA)               |
| Slalom géant parallèle | Ester Ledecká (CZE)     | Selina Jörg (GER)                     | Ramona Theresia Hofmeister (GER) |
| Slopestyle             | Jamie Anderson (USA)    | Laurie Blouin (CAN)                   | Enni Rukajärvi (FIN)             |

## Sportifs les plus médaillés
| Rang | Athlète                | Pays                          | Sport                                | Médaille d'or, Jeux olympiques | Médaille d'argent, Jeux olympiques | Médaille de bronze, Jeux olympiques | Ensemble |
| ---- | ---------------------- | ----------------------------- | ------------------------------------ | ------------------------------ | ---------------------------------- | ----------------------------------- | -------- |
| 1    | Martin Fourcade        | France                        | Biathlon                             | 3                              | 0                                  | 0                                   | 3        |
| 1    | Johannes Høsflot Klæbo | Norvège                       | Ski de fond                          | 3                              | 0                                  | 0                                   | 3        |
| 3    | Marit Bjørgen          | Norvège                       | Ski de fond                          | 2                              | 1                                  | 2                                   | 5        |
| 4    | Simen Hegstad Krüger   | Norvège                       | Ski de fond                          | 2                              | 1                                  | 0                                   | 3        |
| 4    | Martin Johnsrud Sundby | Norvège                       | Ski de fond                          | 2                              | 1                                  | 0                                   | 3        |
| 6    | Laura Dahlmeier        | Allemagne                     | Biathlon                             | 2                              | 0                                  | 1                                   | 3        |
| 6    | Eric Frenzel           | Allemagne                     | Combiné nordique                     | 2                              | 0                                  | 1                                   | 3        |
| 8    | Charlotte Kalla        | Suède                         | Ski de fond                          | 1                              | 3                                  | 0                                   | 4        |
| 9    | Stina Nilsson          | Suède                         | Ski de fond                          | 1                              | 2                                  | 1                                   | 4        |
| 10   | Anastasia Kuzmina      | Slovaquie                     | Biathlon                             | 1                              | 2                                  | 0                                   | 3        |
| 10   | Andreas Wellinger      | Allemagne                     | Saut à ski                           | 1                              | 2                                  | 0                                   | 3        |
| 10   | Ireen Wüst             | Pays-Bas                      | Patinage de vitesse                  | 1                              | 2                                  | 0                                   | 3        |
| 10   | Johannes Thingnes Bø   | Norvège                       | Biathlon                             | 1                              | 2                                  | 0                                   | 3        |
| 14   | Arianna Fontana        | Italie                        | Patinage de vitesse sur piste courte | 1                              | 1                                  | 1                                   | 3        |
| 14   | Wendy Holdener         | Suisse                        | Ski alpin                            | 1                              | 1                                  | 1                                   | 3        |
| 14   | Miho Takagi            | Japon                         | Patinage de vitesse                  | 1                              | 1                                  | 1                                   | 3        |
| 17   | Anaïs Bescond          | France                        | Biathlon                             | 1                              | 0                                  | 2                                   | 3        |
| 17   | Robert Johansson       | Norvège                       | Saut à ski                           | 1                              | 0                                  | 2                                   | 3        |
| 19   | Alexander Bolshunov    | Athlètes olympiques de Russie | Ski de fond                          | 0                              | 3                                  | 1                                   | 4        |
| 20   | Denis Spitsov          | Athlètes olympiques de Russie | Ski de fond                          | 0                              | 2                                  | 1                                   | 3        |
| 20   | Emil Hegle Svendsen    | Norvège                       | Biathlon                             | 0                              | 2                                  | 1                                   | 3        |
| 22   | Kim Boutin             | Canada                        | Patinage de vitesse sur piste courte | 0                              | 1                                  | 2                                   | 3        |
| 22   | Krista Parmakoski      | Finlande                      | Ski de fond                          | 0                              | 1                                  | 2                                   | 3        |